# Milnikek (hameau)
Pour les articles homonymes, voir Milnikek.
Milnikek est un village de l'Est du Québec situé dans la vallée de la Matapédia au Bas-Saint-Laurent faisant partie du territoire non organisé de Routhierville dans la municipalité régionale de comté de La Matapédia au Canada.

### Source en ligne
- Commission de toponymie du Québec